# C/2019 Y4

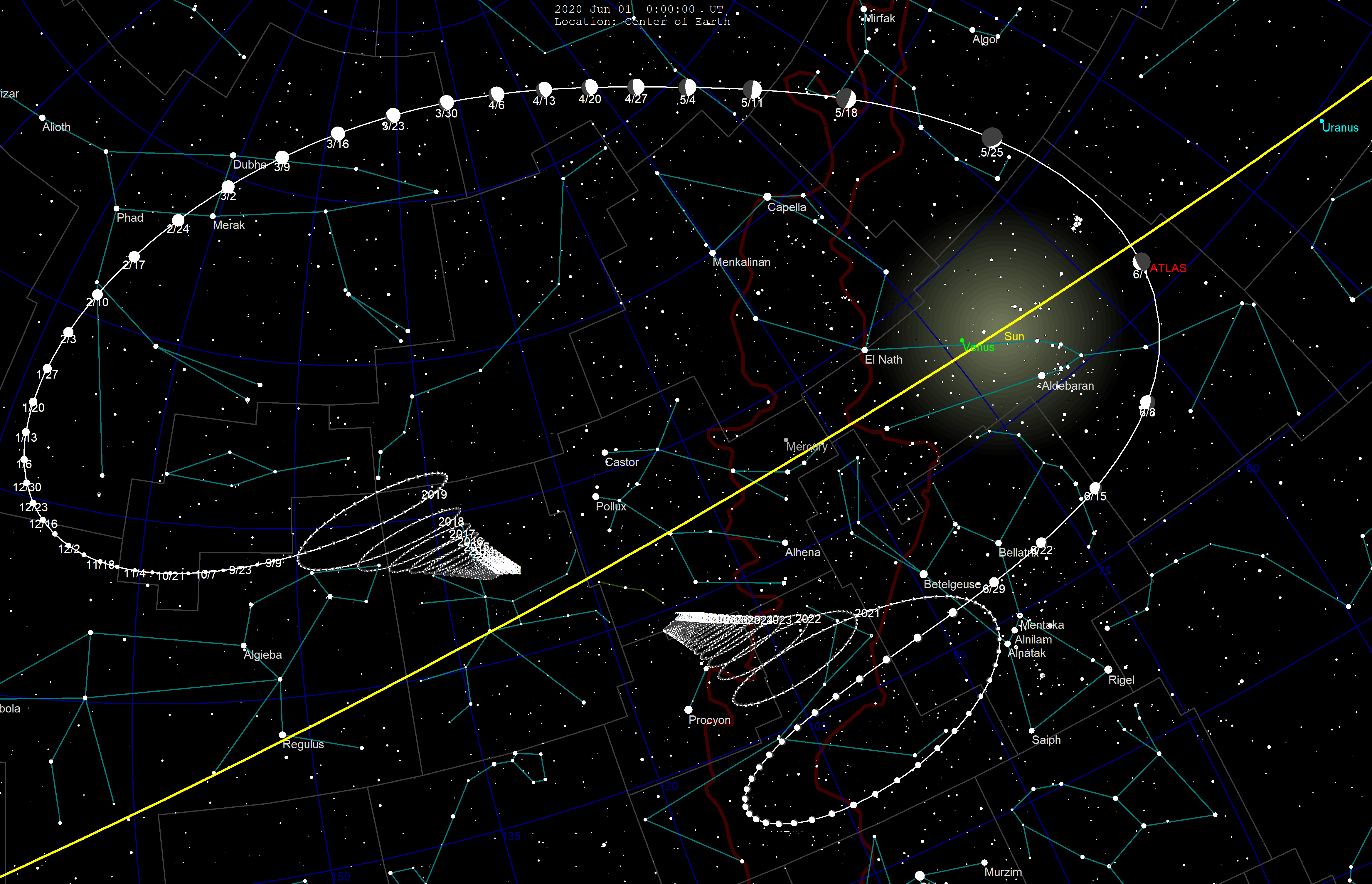
彗星在夜空中每日标记的坐标

C/2019 Y4 (ATLAS) 撞地警報彗星是一顆類拋物線彗星，它在2019年12月29日由小行星陆地撞击最后警报系统 (Asteroid Terrestrial-Impact Last Alert System，簡稱：撞地警報系統 ATLAS) 所發現，同時也是2019年最後一顆被發現的彗星。 這顆彗星的軌道與1844年大彗星（页面存档备份，存于）的軌道非常相似，因此有人猜測C/2019 Y4是否是1844年大彗星的碎片。
目前它是夜空中最亮的彗星且亮度將快速提升至肉眼可見的程度，目前它正在以每天0.5的星等在增亮，目前被期待在移動到近日點的同時亮度將從目前的視星等8.0等提升至與眉月亮度相近的-5等，為克魯茲族彗星常見的特徵，據估計，這顆彗星綠色彗尾的長度會延長到約為三十萬公里到兩倍多於木星長度，但這應該是不準確的，因為彗星由於其高度動態的不可預測的行為而在觀測到的和預測的亮度之間存在很大差異。而彗星目前正在大熊座的北斗七星附近。

## 彗核分裂
根據馬利蘭大學華裔天文學家葉泉志和加州理工學院張啟成（Qicheng Zhang 譯音）使用拉帕爾馬（La Palma）的利物浦二米望遠鏡對撞地警報彗星進行一系列持續觀測，比較了2020年4月1日和2020年4月5日拍攝的圖像。顯示出一個細長的彗核，其長度約為3弧秒，並且與彗尾的軸線對齊，這種形態與彗星噴出塵埃數量突然下降，甚至停止一致。彗核分佈似乎是已經分裂成為兩塊，較尖的前面一塊與隨後的更寬的截面的第二塊之間存在間隙，結論是彗核已經開始分裂。

## 彗星解體
塞爾維亞天文學家伊戈·莫里奇（Igor Smolic）和米奧德·塞庫里（Miodrag Sekulic）使用貝爾格萊德天文台（Astronomical Observatory of Belgrade）維多耶維卡（Vidojevica）觀測站的米蘭科維奇（Milankovic）1.4米 f/5.1 望遠鏡對撞地警報彗星進行觀測，比較了2020年4月10日世界時間20時10分拍攝的圖像。發現彗核已經分裂成至少五塊，它的光度由2020年3月底的7等降至4月中的10等，彗星已經解體。2020年4月18日，國際天文聯會小行星中心將其中有四塊主要碎片編號分別為C/2019 Y4-A  ATLAS、C/2019 Y4-B  ATLAS、C/2019 Y4-C  ATLAS 和 C/2019 Y4-D  ATLAS。

## 彗尾
與所有彗星一樣，當彗星逐漸靠近恆星時，表面會蒸發并向沿恆星反方向伸出一個彗尾，C/2019 Y4目前觀測有一個綠色尾巴，大約長度為30′或者0.12°。

## 軌道
目前觀測結果表明C/2019 Y4為一顆雙曲線彗星，回歸週期約為5000年，這顆彗星與1844年大彗星軌道相似，得到這兩顆彗星是否為同一母彗星分裂而成的猜想，后分裂成C/1844 Y1與C2019/Y4返回。C/2019 Y4的近日點將出現在2020年5月31日，近地點則是5月23日，目前（2020/03/24 01:30）從黃道面軌道上C/2019 Y4已經經過火星軌道，距地球1.076個天文單位。目前最新觀測結果集合亮度8.0星等，COBS上觀測已有7.6星等觀測結果。

## 參閲
- 類抛物線彗星列表(List of near-parabolic comets)

## 外部連結
- C/2019 Y4 (ATLAS) – Seiichi Yoshida （页面存档备份，存于）
- C/2019 Y4 (ATLAS) – Hubble image （页面存档备份，存于）
- C/2019 Y4 (ATLAS) – Fragments (20 April 2020) （页面存档备份，存于） – Ye Quanzhi
- C/2019 Y4 (ATLAS) elongated (16 May 2020) （页面存档备份，存于） – Michael Jäger
- C/2019 Y4 (ATLAS) approaching perihelion in STEREO HI-1 （页面存档备份，存于） (25 May 2020) – Karl Battams